# Marlierea subcordata
Marlierea subcordata är en myrtenväxtart som beskrevs av Bruce K. Holst. Marlierea subcordata ingår i släktet Marlierea och familjen myrtenväxter. Inga underarter finns listade i Catalogue of Life.